# 日本民泊適正推進機構
一般社団法人日本民泊適正推進機構（みんぱくてきせいすいしんきこう）は、日本橋堀留町に所在する日本の一般社団法人。

## 概要
民泊事業運営における疑問への対応やトラブルの回避に役立つ知識の習得や民泊事業にかかわる基礎知識の習得、規制緩和に伴う責任の認識を伝えるための基礎知識の習得を支援している一般社団法人。
主な取組みとしては、民泊事業に関する専門資格である民泊適正管理主任者の制度運営がある。代表者は日本の実業家・経営者のMatt Ueda (マット上田）。

## 設立の背景
訪日外国人観光客の宿泊需要への対応や地域活性化のため、住宅の空きキャパシティの民泊としての有効活用が求められている。一方、民泊には様々なトラブルが想定されていると共に、規制緩和に伴い、契約形態が複雑化している。事業者は法律や規制をよく理解した上で適正な民泊運営を実施しなければならず、ここで、民泊に関する知識の周知啓蒙を担う役割が求められている。

## 活動
下記を協会の主な活動内容としている。
1. 民泊適正管理主任者の制度運営
2. 民泊事業に関する情報発信
3. 民泊事業に関する相談受付

## 民泊適正管理主任者について
民泊に関する契約締結その他事業を遂行する際に生じる問題について、法令、条例等関連法規に則り、専門的知識をもって、民泊事業者（これから事業を営もうとする者も含む）及び民泊施設提供者その他民泊事業に関わる者の相談に応じることのできる専門資格。法務大臣認証ADR調停人の基礎資格でもある。